# Alchemilla galkinae
Alchemilla galkinae é uma espécie de rosácea do gênero Alchemilla, pertencente à família Rosaceae.